# Nezikin
Nezikin (hebr. סדר נזיקין) – czwarty z sześciu porządków Miszny. Omawia zasady prawa cywilnego. Zawiera też zbiór osobistych doświadczeń mędrców oraz traktat złożony z pouczeń etycznych.

## Podział
Porządek Nezikin obejmuje 10 traktatów:
1. Bawa kamma (hebr. בבא קמא; pol. Brama pierwsza); o prawach dotyczących szkód materialnych, odszkodowaniach i rodzajach kar.
2. Bawa meci’a (hebr. בבא מציעא; pol. Brama środkowa); o prawach regulujących sprawę rzeczy znalezionych, zastawów, depozytów, sprzedaży, wynajmie.
3. Bawa batra (hebr. בבא בתרא; pol. Brama ostatnia); o prawach dotyczących spółek, własności prywatnej i publicznej, praw własności i ich dysponowania, prawa dziedziczenia.
4. Sanhedryn  (hebr. סנהדרין; o prawach regulujących funkcjonowanie sądów oraz wykonywanie kary śmierci.
5. Makkot (hebr. מכות; pol. uderzenia); o prawach dotyczących chłosty, miast schronienia oraz krzywoprzysięstwa.
6. Szewuot (hebr. שבועות; pol. przysięgi); o przysięgach prywatnych i tych składanych w sądzie.
7. Edujot (hebr. עדויות; pol. świadectwa); opinie rabinów na temat decyzji wydawanych przez dawniejszych mistrzów.
8. Awoda zara (hebr. עבודה זרה; pol. bałwochwalstwo); o problemie bałwochwalstwa.
9. Pirke Awot (hebr. אבות; pol. sentencje Ojców); o pouczeniach tanaickich mędrców.
10. Horajot (hebr. הוריות; pol. decyzje); o grzechach wynikających z błędnych rozstrzygnięć wydawanych przez religijne autorytety (Sanhendryn, król, kapłani)[1].

## Liczba rozdziałów i stron
Poniżej przedstawiono zestawienie liczby rozdziałów Miszny i Tosefty w obrębie traktatów Porządku Nezikin, a także liczbę stron w Talmudzie Babilońskim oraz Jerozolimskim, jaką dany traktat zajmuje. Liczbę stron podano według edycji wileńskiej.
|             | LICZBA ROZDZIAŁÓW | LICZBA ROZDZIAŁÓW | LICZBA STRON      | LICZBA STRON        | LICZBA STRON |
| ----------- | ----------------- | ----------------- | ----------------- | ------------------- | ------------ |
| TRAKTAT     | MISZNA            | TOSEFTA           | TALMUD BABILOŃSKI | TALMUD JEROZOLIMSKI |              |
| Bawa kamma  | 10                | 11                | 119               | 44                  |              |
| Bawa meci’a | 10                | 11                | 119               | 37                  |              |
| Bawa batra  | 10                | 11                | 176               | 34                  |              |
| Sanhendrin  | 11                | 14                | 113               | 57                  |              |
| Makkot      | 3                 | 4                 | 24                | 9                   |              |
| Szewuot     | 8                 | 6                 | 49                | 44                  |              |
| Edujot      | 8                 | 3                 |                   |                     |              |
| Awoda zara  | 5                 | 9                 | 76                | 37                  |              |
| Pirke Awot  | 5                 |                   |                   |                     |              |
| Horajot     | 3                 | 2                 | 14                | 19                  |              |